# Meškalka
Meškalka (1535 m n. m.) je hora v Malé Fatře na Slovensku. Nachází se v jihozápadní rozsoše Malého Kriváně (1671 m), od kterého ji odděluje široké Sedlo Meškalky (cca 1491 m). Rozsocha dále pokračuje na jih přes vrchol Ostredok (1370 m) k vrcholu Veľká Kráľová (1174 m), za nímž klesá do údolí Váhu. Západní svahy Meškalky spadají do horní části Sučianské doliny, východní do doliny Tiesňavy. Jedná se o nejvyšší horu Malé Fatry ležící mimo hlavní hřeben.

## Přístup
Na vrchol hory nevede žádná značená cesta, tudíž je podle návštěvního řádu NP Malá Fatra turistům nepřístupný. Po východním úbočí prochází modrá značka vedoucí z chatové osady Jarolím v Sučianské dolině na vrchol Malého Kriváně, odkud je Meškalka nejlépe pozorovatelná.

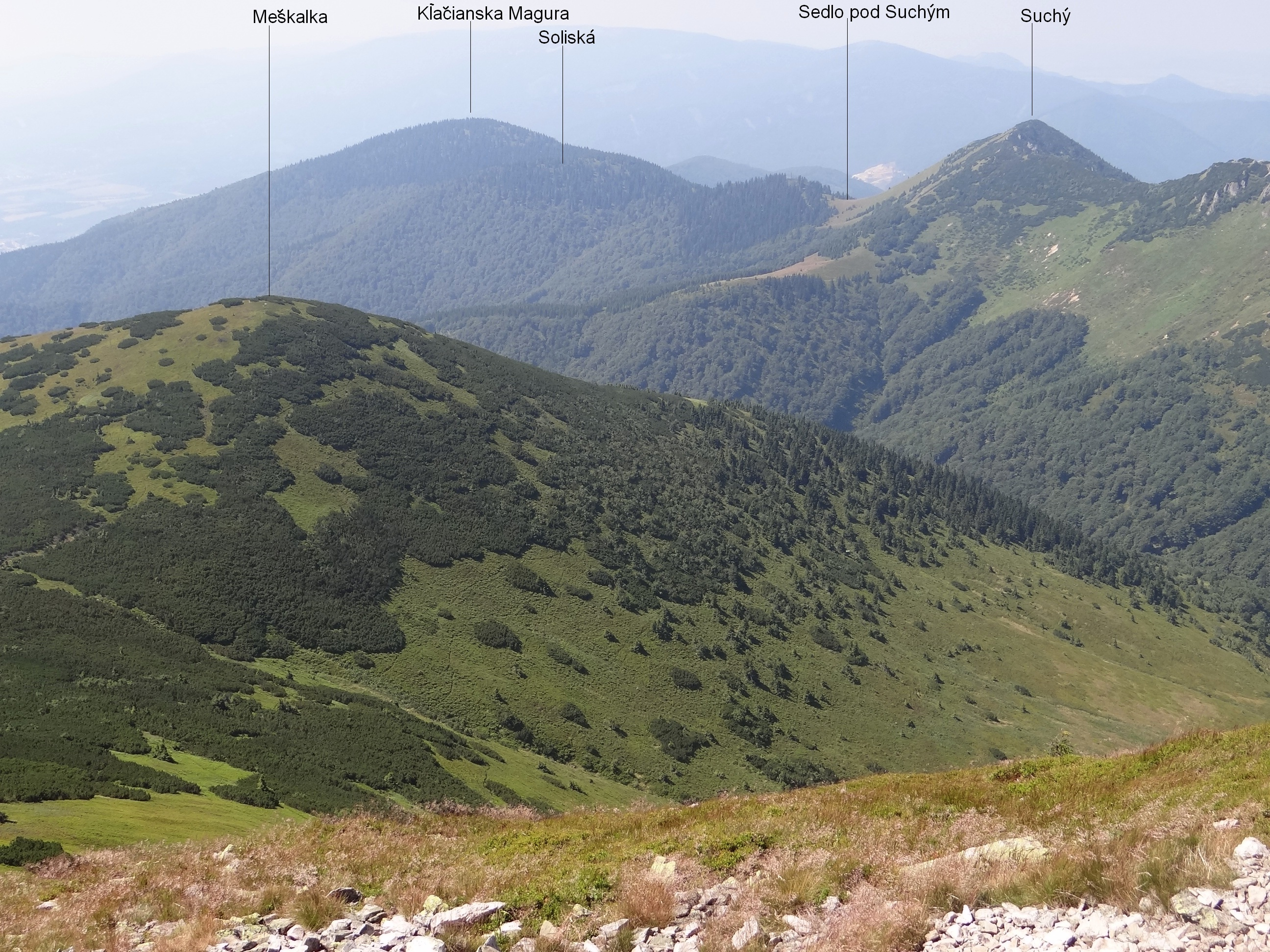
Meškalka z Malého Kriváně